# Yatma Diouck
Yatma Diouck, né le 4 juillet 1943 à Saint-Louis, est un footballeur sénégalais des années 1960.

## Biographie
Yatma Diouck évolue au Révail de Saint-Louis lorsqu'il est sélectionné pour participer aux Jeux de l'Amitié de 1963 ainsi qu'à la Coupe d'Afrique des nations de football 1968 avec l'équipe du Sénégal ; le Sénégal remporte l'or aux Jeux de l'Amitié 1963 et est éliminé au premier tour de la CAN 1968.
Il joue aussi dans l'équipe réserve de l'Olympique de Marseille.

## Buts en sélection
| Buts en sélection de Yatma Diouck | Buts en sélection de Yatma Diouck | Buts en sélection de Yatma Diouck | Buts en sélection de Yatma Diouck | Buts en sélection de Yatma Diouck | Buts en sélection de Yatma Diouck | Buts en sélection de Yatma Diouck |
|                                   | Date                              | Lieu                              | Adversaire                        | Score                             | Résultat                          | Compétition                       |
| --------------------------------- | --------------------------------- | --------------------------------- | --------------------------------- | --------------------------------- | --------------------------------- | --------------------------------- |
| 1.                                | 14 janvier 1968                   | Asmara (Éthiopie)                 | Congo                             | 2-1 (1 but à 86e)                 | 2-1                               | CAN 1968                          |
| 2.                                | 16 janvier 1968                   | Asmara (Éthiopie)                 | Congo Kinshasa                    | ?                                 | 2-1                               | CAN 1968                          |